# Abby Stein

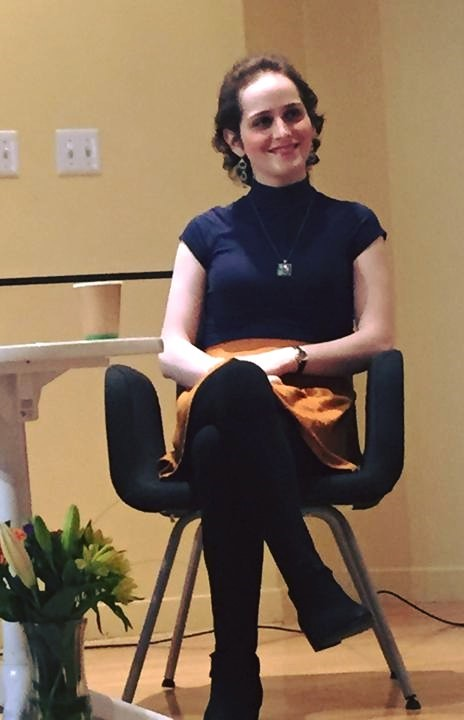
Stein an der University of California, Berkeley, im April 2016

Abby Stein (geboren 1991 in New York City) ist eine US-amerikanische Transgender-Aktivistin und Bloggerin. Sie ist eine direkte Nachfahrin des Begründers des chassidischen Judentums, Baal Schem Tov, und die erste bekennende Transfrau, die in einer chassidischen Gemeinschaft aufgewachsen ist. Stein engagiert sich in verschiedenen Organisationen für Trans-Menschen, insbesondere mit jüdisch-orthodoxem Hintergrund.

## Frühes Leben und Ausbildung
Stein wurde 1991 in Williamsburg, Brooklyn, New York City, geboren. Sie ist das sechste Kind von dreizehn aus einer Familie von Rabbinern. Sie wuchs ausschließlich jiddisch- und hebräischsprachig auf und besuchte eine jüdische Tagesschule für Jungen. Danach besuchte sie die Viznitz-Jeschiwa in Kiamesha Lake in Upstate New York, wo sie 2011 auch einen rabbinischen Abschluss (Semicha) erhielt. Im Jahr 2012 verließ sie die chassidische Gemeinschaft. Im Jahre 2014 begann sie ein Studium an der Columbia University School of General Studies.

## Coming-out

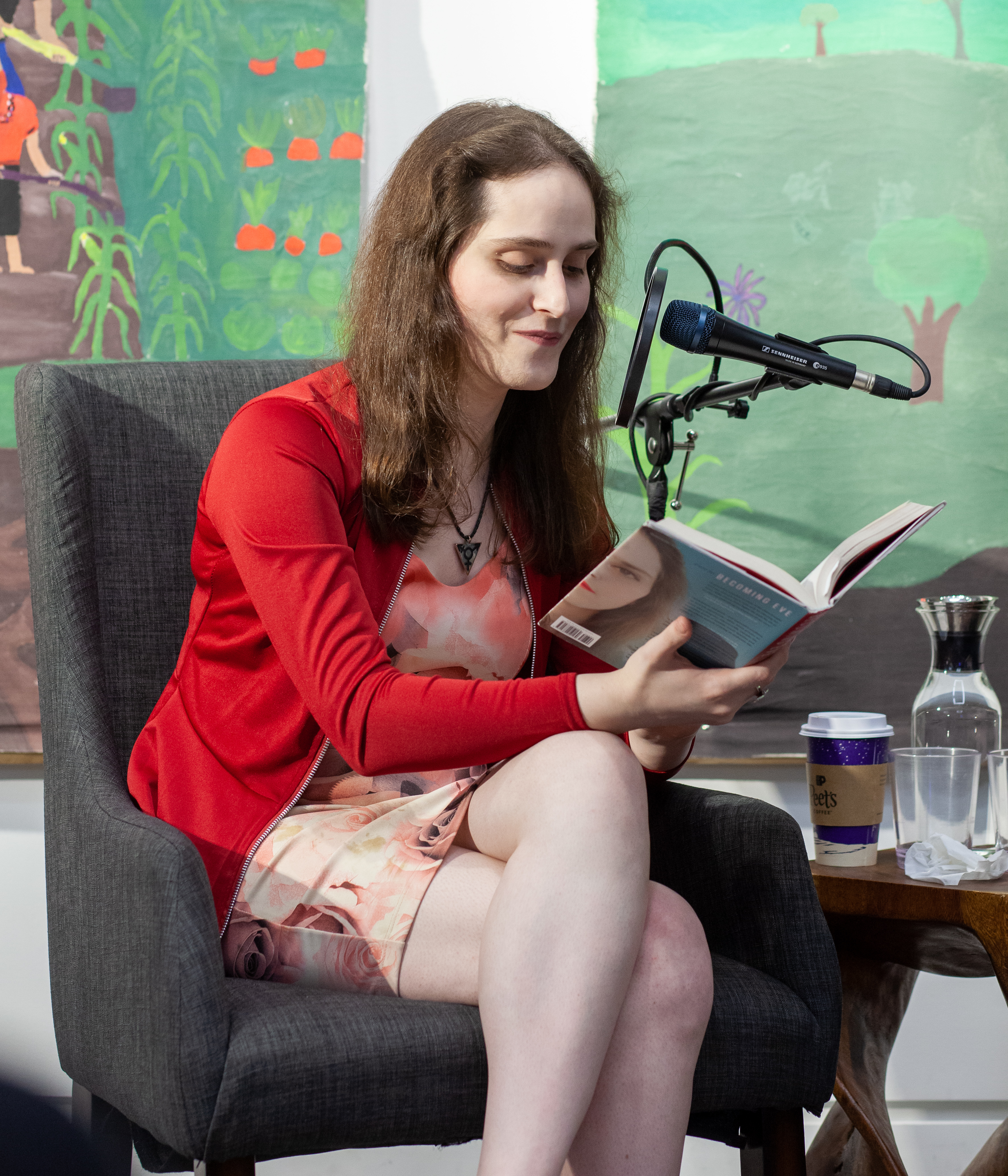
Stein liest aus ihrem Buch Becoming Eve während eines Vortrags im Dezember 2019 am California Institute of Integral Studies

Im November 2015 machte Stein auf ihrem Blog bekannt, dass sie eine Transgender-Frau sei, und begann ihre Transition. In einem Interview mit einer Schweizer Zeitung sagte sie: „Schon als 4-jähriger Junge spürte ich, dass ich im falschen Körper war“.
Sie erschien in einigen großen Medien, darunter den New York Times, New York Post, CNN, New York Magazine, NBC. Sie trat auch im Fernsehen auf, so bei CNN und Fox News.